# Голяма дропла
Вижте пояснителната страница за други значения на Дропла.
Голямата дропла (Otis tarda) е птица от семейство Дроплови. Среща се и в България. Тя е най-голямата птица в Европа, която може да лети. Мъжките дропли достигат до 90 – 105 cm на височина, около 115 cm на дължина и 210 – 270 cm размах на крилете при тегло между 6 – 18 kg като най-често то е около 13 kg. Най-големият потвърден екземпляр е бил с тегло от 21 kg. Женските са по-малки и обикновено са високи 75 – 85 cm, дълги до 90 cm и с размах на крилете от 180 cm. Тежат средно около 4,5 kg. Гърдите и шията на женските са голи, за разлика от мъжките.

## Разпространение
Общо разпространение. Вид с транспалеарктично разпространение (от Португалия до Североизточен Китай). В Европа гнезди в Португалия, Испания, Германия, Полша, Чехия, Словакия, Австрия, Унгария, Сърбия, Молдова, Украйна и Югозападна Русия. През последните 100 – 150 години, с увеличаването на обработваемите земи, частично разширява ареала си.
Разпространение и численост в България. Към края на XIX век е отбелязан, че гнезди повсеместно; по-късно е установен само в района на с. Златията, Добруджа и Варненско. Сега вероятно е изчезнал като гнездещ вид. Последните две непотвърдени наблюдения на гнездящи птици са от средата на 90-те години на XX век – с. Златията и край с. Безводица, Добричко. След 1990 г. е наблюдаван само през зимата.
В миналото голямата дропла е била много по-разпространена в България и вероятно населявала повечето обширни равнинни местности в страната. По костни останки от плейстоцен и холоцен видът е установен от палеоорнитолога проф. Златозар Боев в десетки находида, както в Северна, така и в Южна България. Те доказват че голямата дропла е била сред най-ценените ловни птици и повечето от останките ѝ произлизат от т.нар. кухненски отпадъци от древните селища.

## Размножаване
Гнезди в разнообразни степни стации – разорани полета с ръж, хълмисти безлесни коилни степи (черноземни и глинести). В началото на юни снася 1 – 10 яйца. През последните десетилетия средният брой яйца в целия ареал на вида е намалял от 4 на 2. Малките се излюпват през юли и дълго остават с женската. Изборът на гнездовия участък е свързан не толкова с характера на стацията, колкото с наличието в съседство на животинска храна, необходима за малките в ранната им възраст. Той зависи от близостта и броя на мравуняците, защото мравешките яйца са основната храна на пиленцата и на младите птици. Новоизлюпените малки нямат голяма подвижност и хранителният им участък е ограничен.

## Допълнителни сведения
Застрашен от изчезване вид, включен в Червената книга. Биологична експериментална база „Калимок“ прави опити за реинтродукция на вида в природата ни.